# グラ (ポーランド)
グラ（ポーランド語: Góra [ˈɡura]）は、ポーランド南西部のドルヌィ・シロンスク県にある町。グラ郡の行政の中心地である。ドイツ語名はグーラウ (Guhrau) 。

## 地理
ドルヌィ・シロンスク地方の中心都市、ヴロツワフの北西およそ69キロメートルに位置する。人口は1万1797人（2019年）。

## 歴史
1155年、ローマ教皇ハドリアヌス4世がヴロツワフ教区に、シロンスク公国のゴラ (Gora) という村を与えたことを示す書状が残っている。ゴラという地名は古ポーランド語で「丘」もしくは「山」を意味する。1288年にシロンスク・ピャスト家のヘンリク3世が治めるグウォグフ公国領となると、マクデブルク法にもとづく自治権が保証された。1336年の古文書には、ドイツ語名としてグーラウ (Guhrau) と表記されている。14世紀に入ると、織物生産の中心地として発展を始めた。
その後、1742年のシュレージエン戦争でプロイセン公国に併合され、1816年にはシュレージエン州グーラウ郡の行政の中心となった。1946年に再び郡庁所在地となったが、1975年から1998年まではレシュノ県に所属していた。

## 姉妹都市
- ヘルツベルク・アム・ハルツ（ドイツ）
- マースドンク（オランダ）
- トラカイ（リトアニア）

## ゆかりの人物
- ルドヴィク・マテウシュ・デンボフスキ（1768年 - 1812年） 軍人、旅行家
- ヴェルナー・ナウマン（1909年 - 1982年） ナチス・ドイツの政治家
- ラドスワフ・カウジニ（1974年 - ） サッカー選手